# Coupe des nations du Pacifique 2010
Navigation
Édition précédente Édition suivante
La Coupe des nations du Pacifique 2010 (en anglais : Pacific Nations Cup 2010) est la cinquième édition de la compétition. Elle regroupe les équipes des Samoa, des Fidji, des Tonga et du Japon.
Les Juniors All Blacks, vainqueurs de l'édition précédente, ne participent pas à la compétition. Les Samoa remportent leur premier titre.

## Classement
| Rang | Pays  | J | V | N | D | Bo | Bd | Pm | Pe | Diff | Pts |
| ---- | ----- | - | - | - | - | -- | -- | -- | -- | ---- | --- |
| 1    | Samoa | 3 | 2 | 0 | 1 | 1  | 0  | 78 | 63 | +15  | 9   |
| 2    | Fidji | 3 | 2 | 0 | 1 | 1  | 0  | 72 | 77 | -5   | 9   |
| 3    | Japon | 3 | 2 | 0 | 1 | 0  | 0  | 65 | 68 | -3   | 8   |
| 4    | Tonga | 3 | 0 | 0 | 3 | 1  | 3  | 84 | 91 | -7   | 4   |

|  | Vainqueur de la compétition.                                                                                               |
|  | V : victoires • N : matchs nuls • D : défaites • PM : points marqués • PE : points encaissés • Diff : différence de points |

Attribution des points : victoire : 4, match nul : 2, défaite : 0 ; plus les bonus (offensif : 4 essais marqués ; défensif : défaite par 7 points d'écart maximum).
Règles de classement : Lorsque deux équipes sont à égalité au nombre total de points terrain, la différence se fait aux nombres de point terrain particuliers entre les équipes à égalité.
Dans le cas présent, les Samoa ont dominé les Fidji en match de poule donc les Samoa sont premiers et les Fidji seconds.

## Calendrier

### 1rejournée
| 12 juin 2010 15h10 UTC-11 | Samoa | 24 – 23 (10 - 6) | Tonga | Apia Park, Apia Arbitre : Peter Fitzgibbon |
| 12 juin 2010 15h10 UTC-11 | Essai(s) : Poluleuligaga (26e), essai de pénalité (56e), Pesamino (68e) Transformation(s) : Lui (26e, 56e, 68e) Pénalité(s) : Williams (7e) |                  | Essai(s) : Lilo (63e), Taufa (77e) Transformation(s) : Morath (63e, 77e) Pénalité(s) : Morath (2e, 25e, 52e) | Apia Park, Apia Arbitre : Peter Fitzgibbon |
| 12 juin 2010 15h10 UTC-11 | |                  | | Apia Park, Apia Arbitre : Peter Fitzgibbon |

| 12 juin 2010 15h10 UTC+13 | Fidji | 22 – 8 (3 - 0) | Japon                                                  | Churchill Park, Lautoka Arbitre : George Clancy |
| 12 juin 2010 15h10 UTC+13 | Essai(s) : Matawalu (50e), Nagusa (56e), Keresoni (76e) Transformation(s) : Dakuvula (50e, 56e) Pénalité(s) : Dakuvula (5e) |                | Essai(s) : Kikutani (73e) Pénalité(s) : Nicholas (60e) | Churchill Park, Lautoka Arbitre : George Clancy |
| 12 juin 2010 15h10 UTC+13 | |                |                                                        | Churchill Park, Lautoka Arbitre : George Clancy |

### 2ejournée
| 19 juin 2010 13:10 UTC-11 | Fidji | 41 - 38 (10 - 31) | Tonga | Apia Park, Apia 2 550 spectateurs Arbitre : Peter Fitzgibbon |
| 19 juin 2010 13:10 UTC-11 | Essai(s) : Bakaniceva (29e), Ma'afu (45e), K. Bolatagane (64e), Waqaniburotu (68e), Kalou (73e) Transformation(s) : Rawaqa (29e, 45e, 64e, 68e, 73e) Pénalité(s) : Rawaqa (28e, 56e) |                   | Essai(s) : Lilo (2e, 13e), Fatafehi (19e), Kalamafoni (24e), Olosoni (48e) Transformation(s) : Morath (2e, 13e, 19e, 24e, 48e) Pénalité(s) : Morath (35e) | Apia Park, Apia 2 550 spectateurs Arbitre : Peter Fitzgibbon |
| 19 juin 2010 13:10 UTC-11 | |                   | | Apia Park, Apia 2 550 spectateurs Arbitre : Peter Fitzgibbon |

| 19 juin 2010 16h10 UTC-11 | Japon | 31 - 23 (25 - 6) | Samoa | Apia Park, Apia Arbitre : Wayne Barnes |
| 19 juin 2010 16h10 UTC-11 | Essai(s) : Nicholas (24e, 33e), Onozawa (28e) Transformation(s) : Arlidge (9e, 40e) Pénalité(s) : Arlidge (7e, 33e, 46e) Drop(s) : Arlidge (77e) |                  | Essai(s) : Stowers (13e), Pesamino (71e), Tekori (78e) Transformation(s) : Lui (78e) Pénalité(s) : Lui (11e, 14e) | Apia Park, Apia Arbitre : Wayne Barnes |
| 19 juin 2010 16h10 UTC-11 | |                  | | Apia Park, Apia Arbitre : Wayne Barnes |

### 3ejournée
| 26 juin 2010 13h10 UTC-11 | Japon | 26 – 23 (6 - 10) | Tonga | Apia Park, Apia Arbitre : Steve Walsh |
| 26 juin 2010 13h10 UTC-11 | Essai(s) : Hatakeyama (51e), essai de pénalité (84e) Transformation(s) : Arlidge (51e, 84e) Pénalité(s) : Arlidge (10e, 40e, 45e, 73e) |                  | Essai(s) : Helu (3e), Fatafehi (27e) Transformation(s) : Morath (3e, 27e) Pénalité(s) : Morath (11e, 42e, 76e) | Apia Park, Apia Arbitre : Steve Walsh |
| 26 juin 2010 13h10 UTC-11 | |                  | | Apia Park, Apia Arbitre : Steve Walsh |

| 26 juin 2010 16h10 UTC-11 | Samoa | 31 – 9 (14 - 3) | Fidji                                | Apia Park, Apia Arbitre : Romain Poite |
| 26 juin 2010 16h10 UTC-11 | Essai(s) : Tekori (16e), Pesamino (23e), Fa'osiliva (70e, 73e), Mai (80e) Transformation(s) : Webb (16e, 23e, 73e) |                 | Pénalité(s) : Rawaqa (35e, 49e, 65e) | Apia Park, Apia Arbitre : Romain Poite |
| 26 juin 2010 16h10 UTC-11 | |                 |                                      | Apia Park, Apia Arbitre : Romain Poite |

## Statistiques

### Meilleurs réalisateurs
| no | Nom du joueur  | Pays  | Points |
| 1  | Kurt Morath    | Tonga | 39     |
| 2  | James Arlidge  | Japon | 32     |
| 3  | Taniela Rawaqa | Fidji | 25     |

### Meilleurs marqueurs
| no | Nom du joueur      | Pays  | Essais |
| 1  | Mikaele Pesamino   | Samoa | 3      |
| -  | Vungakoto Lilo     | Tonga | 3      |
| 2  | Alafoti Fa'osiliva | Samoa | 2      |
| -  | Iosefa Tekori      | Samoa | 2      |
| -  | Alipate Fatafehi   | Tonga | 2      |
| -  | Ryan Nicholas      | Japon | 2      |